# SSD (gruppo musicale)
I SSD (Society System Decontrol) sono un gruppo straight edge-hardcore punk formatosi nel 1981 a Boston, USA.

## Storia degli SSD
Hanno pubblicato due dei loro lavori con il nome per esteso e successivamente altri due (in cui sono presenti evidenti influenze heavy metal) utilizzando invece la sigla.
Inizialmente la band era formata da quattro membri: Al Barile, Springa, Jaime Sciarappa e Chris Foley e con questa formazione pubblicò il suo primo album The Kids Will Have Their Say con l'etichetta X-Claim grazie anche al supporto di Ian MacKaye dei Minor Threat e della sua casa discografica Dischord Records. A questo seguì l'EP Get It Away che è considerato il loro lavoro più noto.
In seguito, con l'aggiunta del secondo chitarrista Francois Levesque pubblicò altri album (come l'EP How We Rock) che, come stava accadendo ad altre band dell'area di Boston, presentò evidenti segni di influenze metal fino all'ultimo lavoro del 1985 Break It Up con l'etichetta Homestead in cui il gruppo abbandonò definitivamente il punk per dedicarsi al metal.
La svolta ebbe però breve durata perché proprio nello stesso anno la band si sciolse.

## Formazione
- Springa - voce
- Al Barile[3] - chitarra
- Jaime Sciarappa - basso
- Chris Foley - batteria
- Francois Levesque - chitarra

## Discografia
- 1982 - The Kids Will Have Their Say (LP)
- 1983 - Get It Away (EP)
- 1983 - A Boston Rock Christmas (raccolta di vari artisti cui la band contribuì col brano "Jolly Old St. Nick")
- 1984 - How We Rock (EP)
- 1985 - Break It Up (LP)
- 1986 - Power (compilation)

### Apparizioni in compilation
- Faster & Louder: Hardcore Punk, Vol. 1